# Alojzija Reven
Alojzija Reven (21 de junio de 1910, Idrija, Austria-Hungría - San Lorenzo, Argentina, 4 de enero de 1989), fue una monja, enfermera escolar, maestra y educadora eslovena que se radicó en Argentina donde desarrolló parte de su vida religiosa.

## Vida y trabajo
Alojzija Reven nació el 21 de junio de 1919 en la localidad de Idrija (al sudoeste de Eslovenia, en ese entonces, parte del imperio Austro-Hungaro, actualmente forma parte de Eslovenia). Su padre era oficial en la localidad y se llamaba Josip Reven, su madre, de nombre Huberta, era ama de casa. En agosto de 1929 ingresó en la Congregación de Hermanas Franciscanas Educacionistas en la ciudad de Maribor (al este de Eslovenia). Hizo sus votos perpetuos el 16 de agosto de 1933, tomando el nombre religioso de Iluminata.
Se radicó en la Argentina el 31 de diciembre de 1934, junto con otras tres hermanas. Ella vinieron al país debido a la importante comunidad eslovena y croata que desde fines del siglo xix se había instalado en la provincia de Santa Fe. Es así como se radican en San Lorenzo, en la zona sur de la provincia de Santa Fe y a poca distancia de Rosario. Allí las monjas asumieron la dirección de la escuela Instituto Santa Rosa de Viterbo. Luego, entre los años 1937 y 1945 estuvo en el Instituto del Sagrado Corazón de Jesús en el barrio bonaerense de La Paternal, donde crearon un internado para alumnos de primaria.  A su vez, entre esos años intentaron también crear otras instituciones educativas en diversas localidades para atender al fuerte contingente de este país que había emigrado luego de la Primera y la Segunda Guerra Mundial,  en número que llegó a los 40.000 inmigrantes. Sin embargo, estos emprendimientos en su gran mayoría fracasaron.
En esos años se convirtió en asesora regional de su congregación, con sede en San Lorenzo.  Allí también existía una importante comunidad de eslovenos que había emigrado a la Argentina en la décadas anteriores. Es por ello que allí se dictaban clases en español y esloveno. Sin embargo, dado que la institución no contó con los suficientes recursos económicos de Yugoslavia, las hermanas abrieron una escuela para niños argentinos a partir del año 1943.
Después de 1945, Alojzija Reven trabajó en casi todas las instituciones de su congregación, tanto en Argentina, como Paraguay y Uruguay, hasta su muerte. En sus últimos años, su corazón comenzó a fallar, por lo que decidió volver a San Lorenzo, donde ayudó en la institución de Santa Rosas de Viterbo. 